# 13315 Hilana
13315 Hilana eller 1998 RX71 är en asteroid i huvudbältet som upptäcktes den 14 september 1998 av LINEAR i Socorro County, New Mexico. Den är uppkallad efter Hilana Megan Lewkowitz-Shpuntoff.
Den tillhör asteroidgruppen Vesta.